# Medvedemolpus quadripunctatus
Medvedemolpus quadripunctatus – gatunek chrząszcza z rodziny stonkowatych, podrodziny Eumolpinae i plemienia Nodinini.
Gatunek ten opisany został w 2010 roku przez Aleksieja G. Mosejkę.
Chrząszcz o ciele długości od 7,5 do 7,6 mm i szerokości od 4,5 do 4,6 mm, ubarwiony rudobrązowo z żółtymi czułkami i stopami oraz czterema czarnymi plamkami: na guzach barkowych i okolicy wierzchołkowej każdej z pokryw, przy czym plamki te mogą zanikać. Przedplecze półtora raza szersze niż dłuższe, najszersze przed nasadą, prawie niepunktowane. 2,2 razy dłuższe niż przedplecze pokrywy mają nie całkiem regularne rządki punktów. Samica ma poprzeczny rządek szczecinek na błonie piątego widocznego sternitu odwłoka, stosunkowo cienką spermatekę i krótkie pokładełko.
Owad znany tylko z filipińskiej wyspy Luzon.